# 一宮町
一宮町（いちのみやまち）は、千葉県の東部に位置し、長生郡に属する町。
都市雇用圏における東京都市圏。サーファーの聖地や別荘地としても知られ、2020年東京オリンピックのサーフィン競技会場、釣ヶ崎海岸を有する。

## 地理

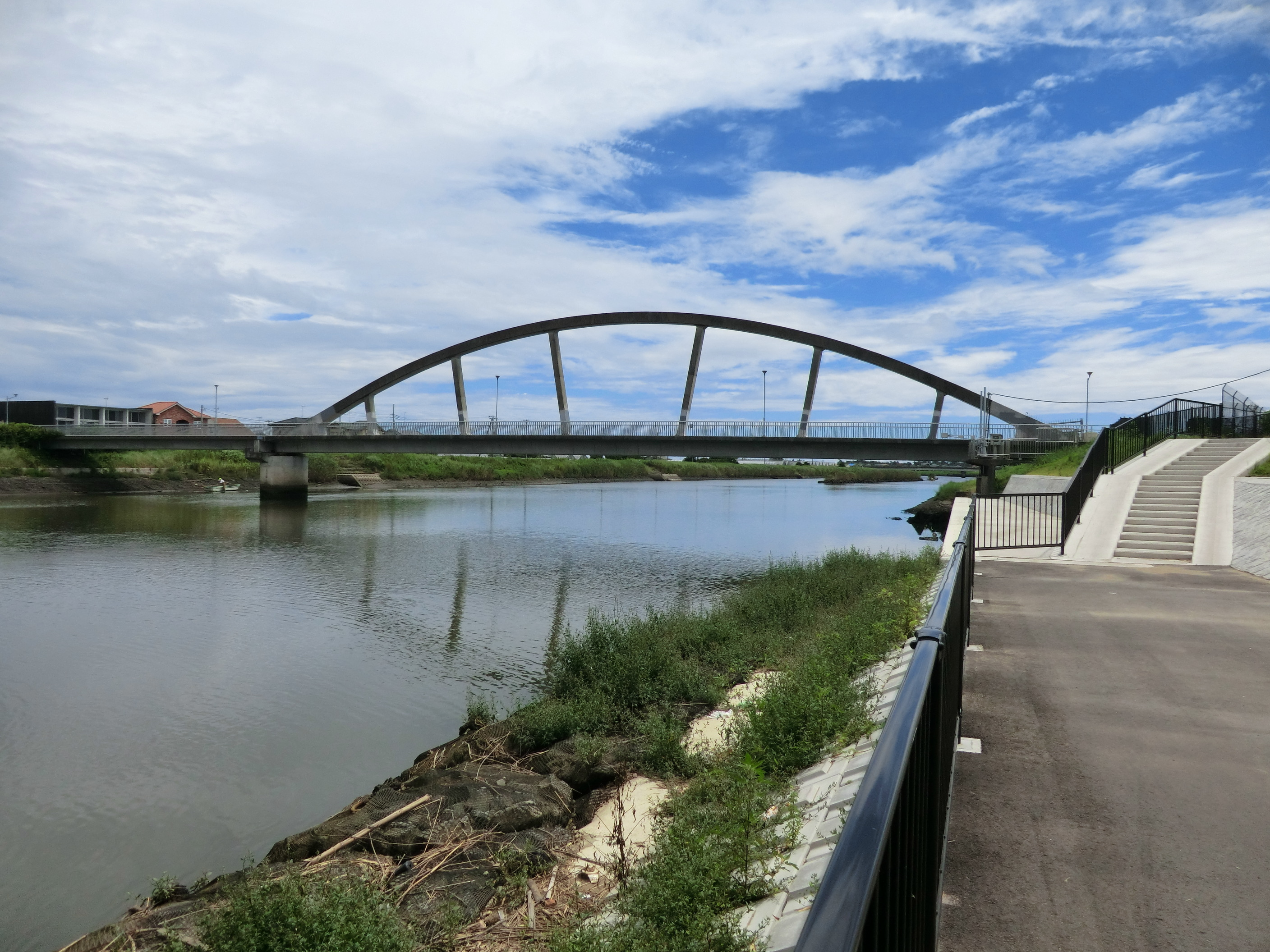
一宮川（二級河川）

千葉県東部に位置し、県庁所在地である千葉市から約35キロメートルの距離である。東京都の都心から60 - 70キロメートル圏内である。都市雇用圏における東京都市圏に含まれ、茂原市への通勤率は15.5%（平成22年国勢調査）。なお、東京国際空港や神奈川県からは東京湾アクアライン若しくは東京湾フェリーを利用した場合が移動距離の短縮となる。
太平洋（外房）に面し、九十九里平野および九十九里浜（九十九里海岸）の最南部に位置する。
今後発生が予見されている南海トラフ巨大地震の際には、最大6mの津波が到達することが予想されている。
北部を一宮川が東西に横断して太平洋に流れる。西部は房総丘陵の端部で山林に長く深い谷津が伸びており、農業用水用の溜池が点在している。東部は九十九里浜の砂浜海岸になっている。東日本旅客鉄道の外房線と国道128号が町域中央をほぼ南北に縦貫しており、中心市街地は上総一ノ宮駅周辺に広がっている。上総一ノ宮駅は東京・千葉方面からの快速電車終着駅であるため、駅周辺では住宅開発が進みつつある。
東浪見に浪切地蔵があり、元禄地震の大津波が太平洋より内陸に約1.3キロメートル、標高約5メートルの位置まで遡上したため災害記念碑として残されている。
- 山岳
  - 房総丘陵：城山、高藤山、軍荼利山
- 河川
  - 二級河川：一宮川
  - その他の河川：鳴戸川、東浪見川（北川尻川、南川尻川）、松子川
- 湖沼（溜池）
  - 洞堰、洞庭湖、二又堰、大欠堰、弁天堰（陽堰）、亀堰、ホーロク堰、軍荼利大堰（軍荼利池）、雨竜湖、新堰、親谷ノ池（親谷池）、柏谷堰、高藤池、細田池
- 最高地点：95.0メートル

### 隣接している自治体
- いすみ市
- 長生郡
  - 睦沢町
  - 長生村

### 地名
- 新地（あらち）
  - 小字：新地甲、新地丙、砂田、砂之堀上、砂畑、南卯高入
- 一宮
  - 町名（住居表示）：田町、本給（ほんきゅう）
  - 小字：一本松、上ノ原、内宿、老女子、大河原、奥谷、追手町、貝殻塚、柏谷、上宿、上風景、関東台、小池、神門、高野前、沢井町、下村、下宿、城ノ内、南陣所、北陣所、東陣所、陣屋、台場、東台場、高藤（高塔）、道祖神、中宿、七島、林下、中ノ原、下ノ原、風田、舞台、二又（二股）、細田、本給、北待山、南待山、松子、豆戸、宮ノ台、物見台、南野中、北野中、東野中、西野中、野中台、谷中、柚木（柚ノ木）、竜宮、下竜宮
- 船頭給（せんどうきゅう・せんどっきゅう）
- 綱田（つなだ）
  - 小字：堂下、堂見谷、西原、新田、吹上
- 東浪見（とらみ）
  - 小字：大新熊、小新熊、下新熊、新熊新田、新熊新田下、岩切、岩切新田、岩切新田下、北岩切、北岩切新田、北岩切新田下、大村、大村新田、大村新田下、川間、川間新田、川間新田下、川間台、軍荼利、権現前、権現前新田、権現前新田下、笹子、新浜、釣、釣新田、釣新田下、釣ヶ崎、釣ヶ崎下、稲荷塚、稲荷塚新田、鳴山、鳴山下、馬喰台、枇杷畑、枇杷畑新田、枇杷畑新田下、洞、矢畑、矢畑新田、新田、新田下
- 東野 (東野)
- 宮原（みやばら）
  - 小字：榎戸
  - 町名（住居表示）：白山（はくさん）

## 歴史
- 玉前庄の一地域として栄えた。町域にある玉前神社が上総国の一宮であったことから、一帯を一宮庄と称されるようになり、以後「一宮」と呼ばれるようになる。
- 戦国時代には、一宮城が築城されたが、里見氏に攻められて落城する。
- 江戸時代には、脇坂氏や加納氏が一帯を治めている（一宮藩）。なお、加納氏と地元の関係は深く、廃藩置県後も旧藩主（久宜）が同町長を務めている。
- 明治中期から昭和初期にかけては別荘町として有名で、100軒以上が軒を連ね、俗に「東の大磯」と呼ばれた。著名な人物では斎藤実、上原勇作、加藤友三郎、平沼騏一郎、加納久宜、大河内正敏などがいた。

### 年表
- 1869年（明治2年） - 版籍奉還により、加納藩16代久宜は一宮藩知事となり藩庁を陣屋に置く。学問所（藩校）を開設、崇文館（すうもんかん）と名付ける。
- 1871年（明治4年） - 廃藩置県により、一宮藩が一宮県となる。玉前神社が国幣中社に列せられる。
- 1873年（明治6年） - 一宮西小学校（崇文館を仮校舎とする）、一宮東小学校、東浪見小学校、綱田小学校が設立。一宮郵便局開設。
- 1878年（明治11年） -一宮西小学校が一宮東小学校を統合し一宮小学校となる。
- 1879年（明治12年） - 一宮戸長役場を観明寺に置く。
- 1884年（明治17年） - 一宮警察署が茂原警察署の分署として発足。
- 1891年（明治24年） - 一宮区裁判所新設。
- 1894年（明治27年） - 一宮消防組設立。
- 1897年（明治30年）4月 - 房総鉄道大網駅 - 一ノ宮駅開通。一ノ宮駅旅客・貨物取扱い営業開始。
- 1901年（明治34年） - 東浪見小学校が綱田小学校を統合。
- 1908年（明治41年） - 11月 - 全国に先駆けて一ノ宮駅 - 一宮海岸の間で耕地整理事業が始まる（-1919年）。
- 1911年（明治44年） - 一宮海水浴場が出来る。
- 1913年（大正2年） - 芥川龍之介が一宮に来訪。
- 1914年（大正3年） - 一宮に初めて電灯が灯る。
- 1916年（大正5年）1月1日 – 一ノ宮駅が上総一ノ宮駅に改称。
  - 7月 - 大雨にため一宮川が溢水し、宮原地区に被害。
  - 8月 - 芥川龍之介が久米正雄と共に二度目の来訪。
- 1919年（大正8年） - 元一宮藩知事・元町長の加納久宜が死去、74歳。
- 1925年（大正14年） - 一宮実業学校（現在の一宮商業高校の前身）設立。
- 1930年（昭和5年）7月 - 大雨にため一宮川堤防が決壊し、宮原地区に被害。
- 1940年（昭和15年） - 一宮川潮止堰が完成。
- 1943年（昭和18年）11月 - 風船爆弾、1号が一宮海岸より打ち上げられる。
- 1944年（昭和19年） - 
  - 詩人の白鳥省吾が東浪見に疎開。
  - 翌年にかけて、海岸線から風船爆弾の放球が行われる（全国で3か所のうちの1つ）[5]。
- 1945年（昭和20年） - 一宮町事件（ホックレー事件）。
- 1947年（昭和22年） - 一宮中学校、東浪見中学校が設立。千葉地方検察庁一宮支部発足。
- 1958年（昭和33年） - 一宮中学校と東浪見中学校が統合。
- 1965年（昭和40年） - 両総用水が完成。
- 1967年（昭和42年） - 町役場本庁舎が現在地に新設移転。
- 1970年（昭和45年） - 町の木に「クロマツ」が選定される。
- 1972年（昭和47年） - 中央公民館が竣工。町内全域に上水道が整備完成する。長生郡市広域市町村圏組合消防本部南消防署が開設。（開設時は分遣所。1974年に分署、1982年に消防署へと昇格。）
  - 7月15日 - 房総東線が全線電化完成し、外房線に改称。
- 1979年（昭和54年） - 当時日本最大級の省エネルギー温室団地が完成。東浪見海水浴場が出来る。
- 1982年（昭和57年）4月 - 山梨県一宮町（現・笛吹市）と友好町締結。
- 1989年（平成元年） - 町の花に「ヤマユリ」が選定される。
- 1995年（平成7年） - JAグリーンウェーブ長生が完成。
- 2000年（平成12年） - 一宮町保健センターが完成。
- 2014年（平成26年） - 町役場新庁舎が完成[6]。

## 人口
平成27年国勢調査より前回調査からの人口増減をみると、2.22％減11,767人であり、増減率は千葉県下54市町村中25位、60行政区域中31位。
| |                                        |  |
| 一宮町と全国の年齢別人口分布（2005年） | 一宮町の年齢・男女別人口分布（2005年） |  |
| ■紫色 ― 一宮町 ■緑色 ― 日本全国 | ■青色 ― 男性 ■赤色 ― 女性              |  |
| 一宮町（に相当する地域）の人口の推移 \| 1970年（昭和45年） \| 9,929人 \| \| \| 1975年（昭和50年） \| 10,095人 \| \| \| 1980年（昭和55年） \| 10,486人 \| \| \| 1985年（昭和60年） \| 10,997人 \| \| \| 1990年（平成2年） \| 11,135人 \| \| \| 1995年（平成7年） \| 11,302人 \| \| \| 2000年（平成12年） \| 11,648人 \| \| \| 2005年（平成17年） \| 11,656人 \| \| \| 2010年（平成22年） \| 12,034人 \| \| \| 2015年（平成27年） \| 11,767人 \| \| \| 2020年（令和2年） \| 11,897人 \| \| |                                        |  |
| 総務省統計局 国勢調査より |                                        |  |
| 1970年（昭和45年） | 9,929人                                |  |
| 1975年（昭和50年） | 10,095人                               |  |
| 1980年（昭和55年） | 10,486人                               |  |
| 1985年（昭和60年） | 10,997人                               |  |
| 1990年（平成2年） | 11,135人                               |  |
| 1995年（平成7年） | 11,302人                               |  |
| 2000年（平成12年） | 11,648人                               |  |
| 2005年（平成17年） | 11,656人                               |  |
| 2010年（平成22年） | 12,034人                               |  |
| 2015年（平成27年） | 11,767人                               |  |
| 2020年（令和2年） | 11,897人                               |  |

## 行政

### 町長
※1953年に一宮町と東浪見村が新設合併した以降の歴代町長を記載
| 代   | 氏名       | 就任年月日     | 退任年月日    |
| ---- | ---------- | -------------- | ------------- |
| 初代 | 久我捴太郎 | 1953年11月21日 | 1956年5月25日 |
| 2代  | 近藤三郎   | 1956年5月26日  | 1960年5月25日 |
| 3代  | 近藤三郎   | 1960年5月26日  | 1964年5月25日 |
| 4代  | 清水孝平   | 1964年5月26日  | 1968年5月25日 |
| 5代  | 近藤三郎   | 1968年5月26日  | 1976年5月25日 |
| 6代  | 近藤三郎   | 1972年5月26日  | 1976年5月25日 |
| 7代  | 向井十郎   | 1976年5月26日  | 1980年5月25日 |
| 8代  | 向井十郎   | 1980年5月26日  | 1984年5月25日 |
| 9代  | 向井十郎   | 1984年5月26日  | 1988年5月25日 |
| 10代 | 渡辺英光   | 1988年5月26日  | 1992年5月25日 |
| 11代 | 渡辺英光   | 1992年5月26日  | 1996年5月25日 |
| 12代 | 近藤 直    | 1996年5月26日  | 2000年5月25日 |
| 13代 | 近藤 直    | 2000年5月26日  | 2004年5月25日 |
| 14代 | 近藤 直    | 2004年5月26日  | 2008年5月25日 |
| 15代 | 玉川孫一郎 | 2008年5月26日  | 2012年5月25日 |
| 16代 | 玉川孫一郎 | 2012年5月26日  | 2016年5月25日 |
| 17代 | 馬淵昌也   | 2016年5月26日  | （現職）      |

### 行政区域の変遷
- 1878年（明治11年） - 郡区町村編制法制定により、一宮本郷村（いちのみやほんごう）、新笈村（あらおい）、東浪見村（とらみ）、綱田村（つなだ）が置かれる。
- 1881年（明治14年）12月28日 - 一宮本郷村と新笈村が合併、一宮本郷村となる。
- 1888年（明治21年）10月10日 - 東浪見村と綱田村が合併、東浪見村となる。
- 1889年（明治22年）4月1日 - 町村制施行により、長柄郡一宮本郷村、東浪見村が置かれる。
- 1890年（明治23年）10月27日 - 一宮本郷村が町制施行し改称、一宮町となる。
- 1897年（明治30年）4月1日 - 長柄郡と上埴生郡が合併、長生郡となる。
- 1953年（昭和28年）11月3日 - 一宮町と東浪見村が合併、現在の一宮町となる。
- 1954年（昭和29年）4月1日 - 長生村大字船頭給を編入。
- 1955年（昭和30年）
  - 4月1日 - 長生村大字一松字新地を編入。
  - 9月30日 - 長生村大字宮原を編入。

変遷表
| 一宮町町域の変遷表 | 一宮町町域の変遷表 | 一宮町町域の変遷表  | 一宮町町域の変遷表 | 一宮町町域の変遷表                | 一宮町町域の変遷表        | 一宮町町域の変遷表                                                                               | 一宮町町域の変遷表 | 一宮町町域の変遷表 |
| 1868年 以前        | 1868年 以前        | 明治元年 - 明治22年 | 明治22年 4月1日    | 明治22年 - 昭和19年               | 明治22年 - 昭和19年       | 昭和20年 - 昭和64年                                                                              | 平成元年 - 現在    | 現在               |
| ------------------ | ------------------ | ------------------- | ------------------ | --------------------------------- | ------------------------- | ------------------------------------------------------------------------------------------------ | ------------------ | ------------------ |
|                    | 本郷村             | 明治14年 一宮本郷村 | 一宮本郷村         | 明治23年10月27日 一宮町に町制改称 | 明治30年4月1日 長生郡発足 | 昭和28年11月3日 一宮町                                                                           | 一宮町             | 一宮町             |
|                    | 新笈村             | 明治14年 一宮本郷村 | 一宮本郷村         | 明治23年10月27日 一宮町に町制改称 | 明治30年4月1日 長生郡発足 | 昭和28年11月3日 一宮町                                                                           | 一宮町             | 一宮町             |
|                    | 東浪見村           | 東浪見村            | 東浪見村           | 東浪見村                          | 明治30年4月1日 長生郡発足 | 昭和28年11月3日 一宮町                                                                           | 一宮町             | 一宮町             |
|                    | 網田村             |                     | 東浪見村           | 東浪見村                          | 明治30年4月1日 長生郡発足 | 昭和28年11月3日 一宮町                                                                           | 一宮町             | 一宮町             |
|                    | 宮原村             | 宮原村              | 八積村 の一部      | 八積村の一部                      | 明治30年4月1日 長生郡発足 | 昭和28年11月3日 長生村 昭和30年9月30日 一宮町に編入                                              | 一宮町             | 一宮町             |
|                    | 一松村の一部       | 一松村の一部        | 一松村 の一部      | 一松村の一部                      | 明治30年4月1日 長生郡発足 | 昭和28年11月3日 長生村 昭和29年4月1日 字船頭給は一宮町に編入 昭和30年4月1日 字新地は一宮町に編入 | 一宮町             | 一宮町             |

### 立法

#### 県政
- 千葉県議会
- 選挙区：長生郡選挙区
- 定数：1名

#### 国政
- 衆議院
  - 選挙区：全域が千葉県第11区に属する。
- 参議院
  - 選挙区：千葉県選挙区に属する。

## 経済

### 産業

#### 農業
特産農産物
- トマト
- メロン
- ナシ
- イチゴ

#### 工業
- 天然ガス（南関東ガス田）
- ヨウ素

## 姉妹都市・提携都市

### 日本国内
- 笛吹市（山梨県：旧東八代郡一宮町）
  - 1982年4月友好都市提携

## 地域

### 公的機関

#### 官庁
- 千葉地方検察庁一宮支部
- 千葉一宮区検察庁

#### 警察
- 茂原警察署一宮幹部交番

#### 消防
- 長生郡市広域市町村圏組合消防本部南消防署

#### 司法機関
- 千葉地方裁判所一宮支部
- 千葉家庭裁判所一宮支部
- 千葉一宮簡易裁判所

### 公共施設

#### 町営施設
- 一宮町中央公民館
  - まちの図書室
- 一宮町保健センター
- 町営テニス場
- 町営野球場
- GSSセンター（体育館）
- 振武館（武道場）
- 憩いの森
- 東浪見コミュニティセンター
- 創作の里

### 教育

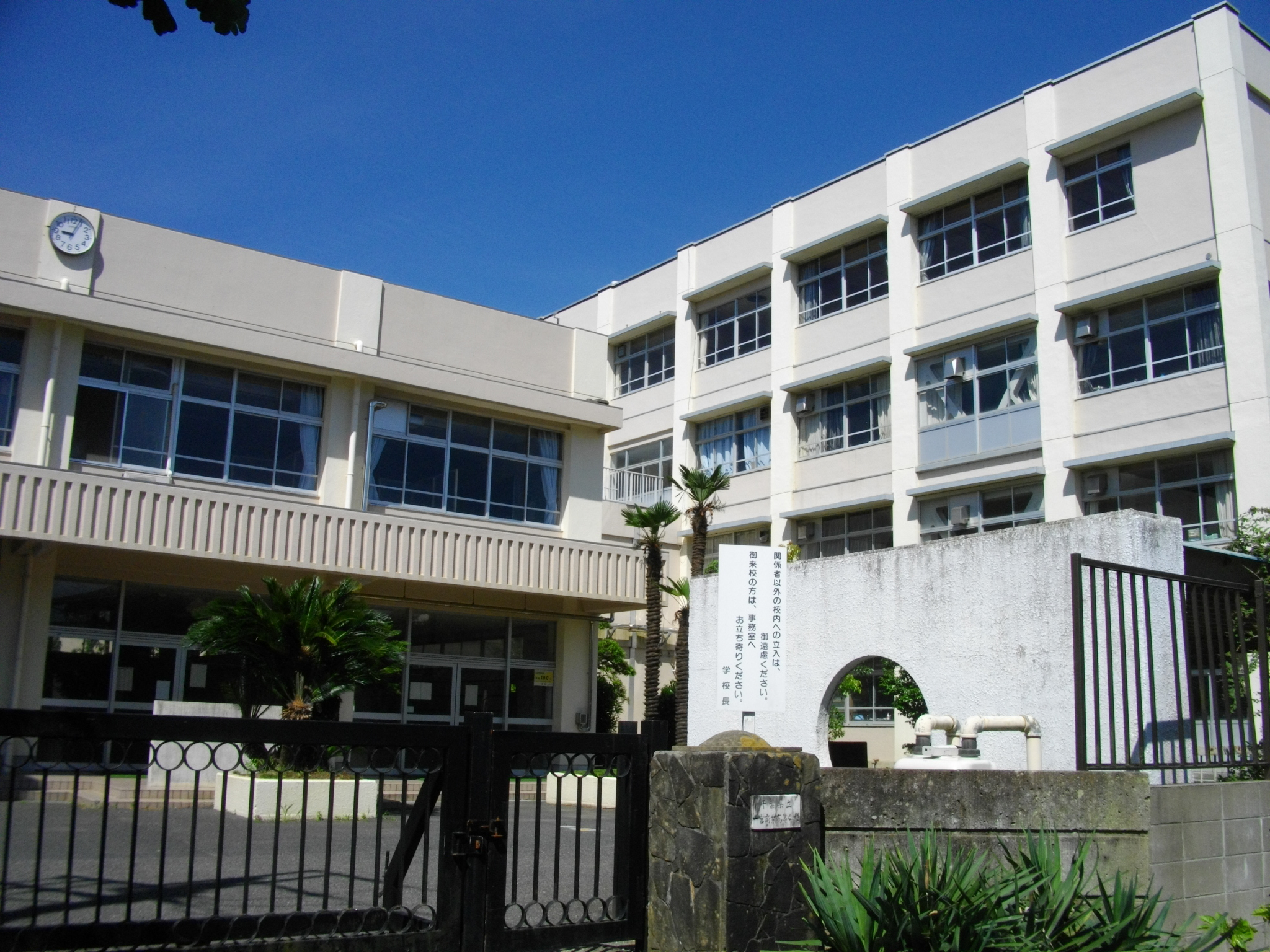
千葉県立一宮商業高等学校

- 高等学校
  - 千葉県立一宮商業高等学校
- 中学校
  - 一宮町立一宮中学校
- 小学校
  - 一宮町立一宮小学校
  - 一宮町立東浪見小学校
- 特別支援学校
  - 千葉県立長生特別支援学校
- 児童福祉施設
  - 一宮保育所
  - 原保育所
  - 東浪見保育所
  - 愛光保育園

## 交通

### 鉄道路線

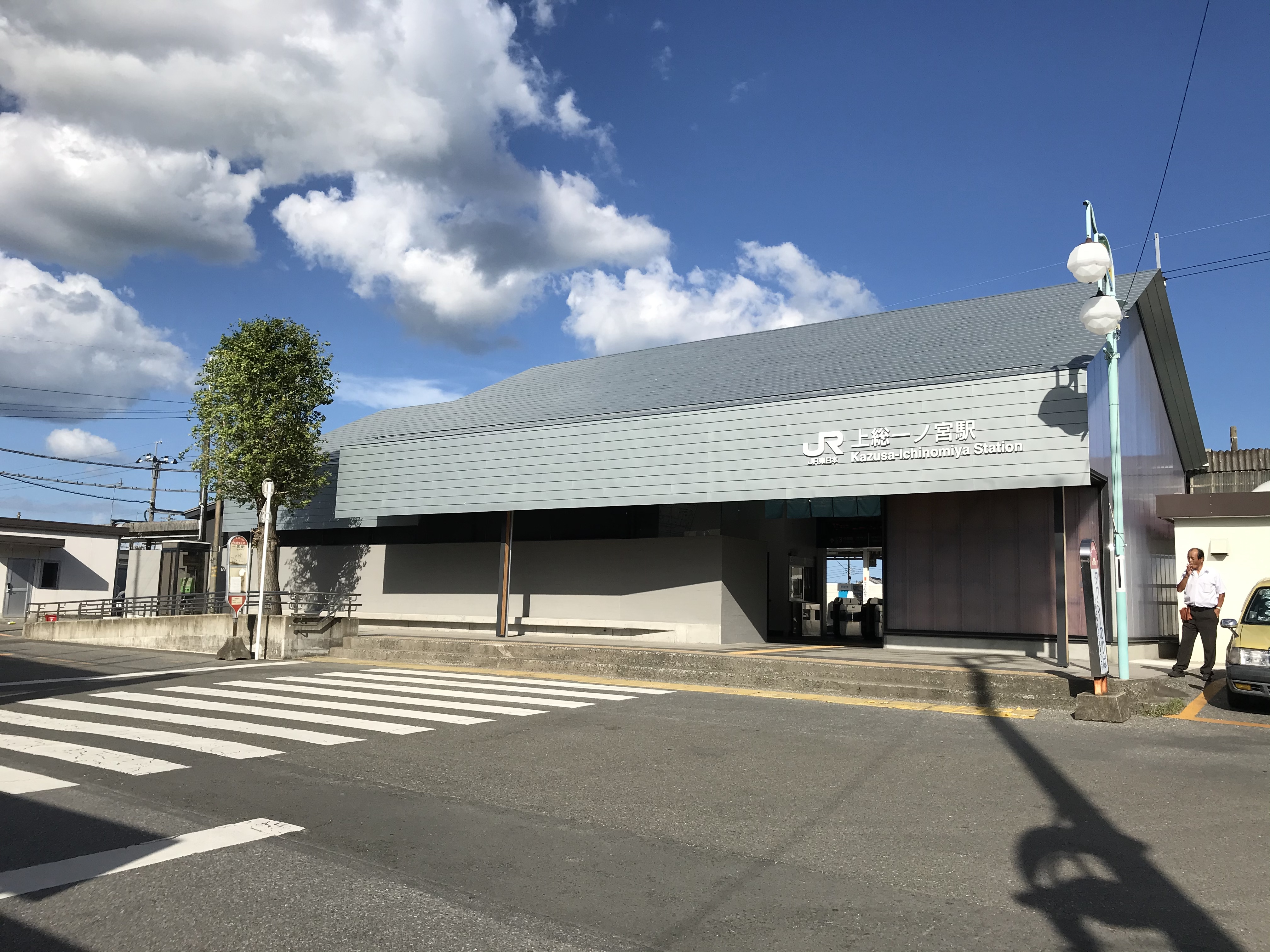
上総一ノ宮駅（JR東日本、2020年9月）

中心となる駅：上総一ノ宮駅
- 東日本旅客鉄道（JR東日本）
  - ■ 外房線
    - - 上総一ノ宮駅 - 東浪見駅 -

### バス路線
- 小湊鉄道

### 道路
- 有料道路
  - 九十九里有料道路
- 一般国道
  - 国道128号（房総横断道路）
- 主要地方道

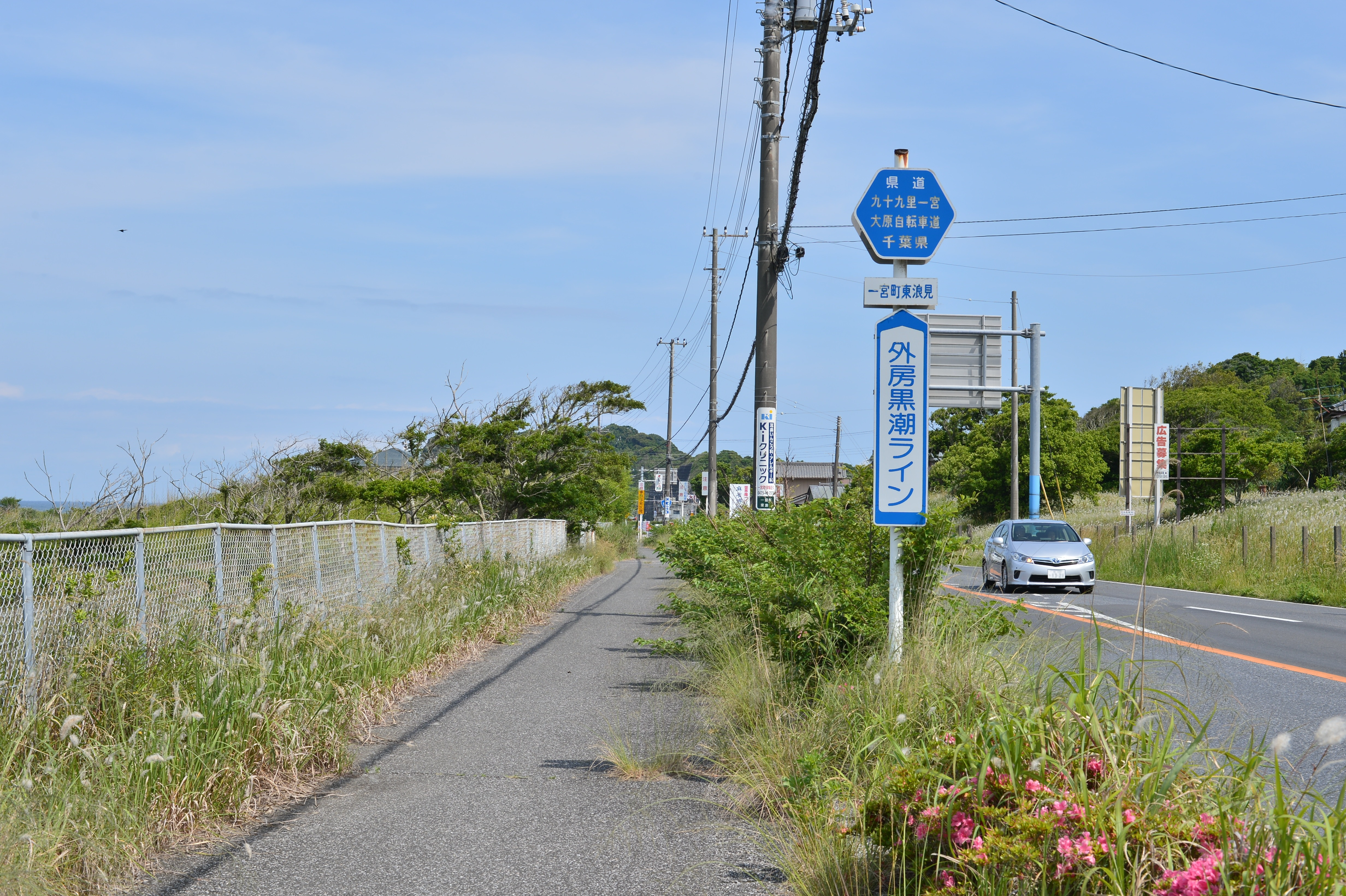
千葉県道405号九十九里一宮大原自転車道線（東浪見）

  - 千葉県道30号飯岡一宮線（九十九里ビーチライン）
- 一般県道
  - 千葉県道123号一宮片貝線
  - 千葉県道148号南総一宮線
  - 千葉県道152号一宮椎木長者線
  - 千葉県道228号一宮停車場線
  - 千葉県道274号松丸一宮線
- 自転車道
  - 千葉県道402号長生茂原自転車道線
  - 千葉県道405号九十九里一宮大原自転車道線

## 名所・旧跡・観光スポット・祭事・催事

### 名所・旧跡
- 玉前神社（上総国一宮）
- 一宮城跡 (上総国)

### 観光スポット
- 釣ヶ崎海岸（志田下ポイント） - 海水浴場ではないが、サーフィンが盛んでシャワー・トイレ等も整備されている[8]。2020年東京オリンピックのサーフィン競技会場[9]。
- 九十九里浜一宮乗馬センター
- 一宮発着ツアー（VISIT ICHINOMIYA） - まちあるきツアーやサイクリングツアーが催行されている。
- 洞庭湖
- 軍荼利山植物群落地

海水浴場
- 九十九里海岸（九十九里浜）
  - 一宮海水浴場
  - 新浜海水浴場
  - 東浪見海水浴場

ゴルフ場
- 一の宮カントリー倶楽部

### 祭事・催事
上総十二社祭り
毎年9月13日に行われる、玉前神社の例大祭並びに神幸祭。（※正確には9月10日の鵜羽神社お迎え祭も含む。）西暦807年（大同2年）に始まる。
「十二社まつり」や「上総はだか祭り」などの通称は主に神幸祭の方を指す。
上総の国一宮まつり
毎年9月上旬（最近では主に第1・2土曜日）に行われる。通称・上総おどり。
祭りのメインは「上総おどりコンクール」で町内の学校やクラブ、企業など20連ほどの団体が参加する。
また他にも、町内の小中学校・高校の金管・吹奏楽部の演奏・パレードや、「なぎさ太鼓」（和太鼓）の演奏、テント村での駄菓子などの模擬店や地元の農作物の販売など、様々な催し物が行われる。
納涼花火大会
毎年、主に8月上旬に行われる。打ち上げ場所は一宮海岸の北端、一宮川河口付近。打ち上げられる花火は約5000発。
上総火まつり
1995年より毎年元旦に、一宮海岸で行われている。夜明け間から始まり、浜辺では燃え盛る大きな火やぐらと「なぎさ太鼓」の音色で、初日の出を迎える。
灯篭流し
毎年お盆に一宮川で行われていたものが川が汚れてしまうため行われなくなったが、2009年8月に20年振りに復活した。

### 過去の名所・旧跡・観光スポット・祭事・催事
ポンポン船（一宮川観光汽船）
毎年夏に、上総一ノ宮駅から一宮海岸への観光客を輸送するために、一宮川を航行していた小型の観光汽船。
愛称である「ポンポン船」の名前は、エンジン音が「ポンポン」と聞こえるところから。
駅から300メートル程北の、外房線の一宮川橋梁のたもとに上総一ノ宮駅側、新一宮橋の手前に一宮海岸側の乗り場がそれぞれあったが、船体及びエンジンの保守が困難になった為、2006年（平成18年）に運航を休止。一宮町では一宮川観光汽船存続諮問委員会を設置し、1年間にわたりポンポン船の存続について諮問したが、海水浴客の回復が見込めない、川筋の景観が魅力に乏しい、運営を継続する新たな組織が見当たらない、等の理由から復活を断念している。
九十九里はだしで歩こう大会
毎年5・6月頃に行われていたが、砂浜の減少により2003年から中止されている。行程は、スタートが南隣の岬町（現 いすみ市）太東海水浴場で、一宮海水浴場がゴールとなっていた。

## 文化財

### 国指定・登録文化財
重要文化財
梅樹双雀鏡（ばいじゅそうじゃくきょう）
1953年11月14日指定 玉前神社所有（千葉県立中央博物館大多喜城分館に寄託）
登録有形文化財
芥川荘（あくたがわそう）
2001年5月16日登録 ホテル一宮館所有
一宮海水浴場近くの一宮川沿いにある、旅館のホテル一宮館（旅館）に所在する。
「芥川荘」の名は、1916年8月17日 - 9月2日に作家・芥川龍之介が久米正雄と共に滞在したことに因む。
明治30年代の建築で、木造平屋建て・萱葺の建物。広い縁側や三方向に大きく広くとられた間口などの別荘地ならではの建築様式が、ほぼ当時のままの状態で保存されている。
滞在中、芥川龍之介は後に妻となる塚本文に数多くの恋文（求婚の手紙）を送っており、当建物内に展示されている。また、一宮に滞在したことや思い出は「微笑」「海のほとり」「玄鶴山房」「蜃気楼」などいくつかの作品に登場している。
現在「芥川荘」は、ホテル一宮館の離れの客室として、宿泊することができる。

### 文化財一覧
国・県指定および国登録文化財一覧。
| 番号 | 指定・登録 | 類別                     | 名称                                   | 所在地                                         | 所有者または管理者           | 指定年月日       | 備考 |
| ---- | ---------- | ------------------------ | -------------------------------------- | ---------------------------------------------- | ---------------------------- | ---------------- | ---- |
| 1    | 国指定     | 重要文化財（工芸品）     | 梅樹双雀鏡（ばいじゅそうじゃくきょう） | 千葉県立中央博物館大多喜城分館                 | 玉前神社                     | 昭和28年11月14日 | 1面  |
| 2    | 県指定     | 有形文化財（建造物）     | 玉前神社社殿と棟札                     | 長生郡一宮町一宮3048                           | 玉前神社                     | 平成8年3月22日   | 1棟  |
| 3    | 県指定     | 有形文化財（彫刻）       | 木造軍荼利明王立像                     | 長生郡一宮町東浪見3446                         | 東浪見寺                     | 昭和33年4月23日  | 1躯  |
| 4    | 県指定     | 有形文化財（彫刻）       | 木造十一面観音菩薩立像                 | 長生郡一宮町一宮3316                           | 観明寺                       | 平成15年3月28日  | 1躯  |
| 5    | 県指定     | 無形民俗文化財           | 玉前神社神楽                           | 玉前神社                                       | 上総神楽保存会・玉前神社氏子 | 昭和33年4月23日  |      |
| 6    | 県指定     | 無形民俗文化財           | 東浪見甚句                             | 長生郡一宮町東浪見                             | 東浪見甚句保存会             | 昭和40年4月27日  |      |
| 7    | 県指定     | 無形民俗文化財           | 上総十二社祭り                         | 長生郡一宮町・茂原市・長生村・いすみ市・睦沢町 | 上総十二社祭り保存会         | 平成15年3月28日  |      |
| 8    | 県指定     | 記念物（天然記念物）     | 軍荼利山植物群落                       | 長生郡一宮町東浪見3422-4他                     | 東浪見寺                     | 昭和32年1月17日  |      |
| 9    | 国登録     | 登録有形文化財（建造物） | 芥川荘                                 | 長生郡一宮町一宮字林下9240-1                   | 個人（一宮館）               | 平成13年10月12日 | 1件  |
| 10   | 国登録     | 登録有形文化財（建造物） | 高原家住宅店蔵                         | 一宮町一宮字櫻馬場3030                         | 個人                         | 平成29年6月28日  | 1件  |
| 11   | 国登録     | 登録有形文化財（建造物） | 旧秋葉家住宅主屋ほか                   | 一宮町東浪見字大村1611                         | 有限会社亜巳絵               | 平成29年6月28日  | 3件  |
| 12   | 国登録     | 登録有形文化財（建造物） | 旧斎藤家住宅主屋ほか                   | 一宮町一宮字通町3-2987-1他                     | 個人                         | 平成29年6月28日  | 3件  |

## ゆかりのある人物

### 著名な出身者
- 加納久朗（銀行家、千葉県知事）
- あご勇 (お笑い芸人・俳優。元ザ・ハンダース、アゴ&キンゾー)
- 石岡康三 (プロ野球選手・指導者。元国鉄スワローズ・産経アトムズ・ヤクルトスワローズ投手、元ヤクルトスワローズコーチ)
- 大原洋人 (サーファー)
- 大原沙莉 (ボディボーダー)
- 小倉全由 (高校野球指導者、日本大学第三高等学校野球部監督)
- 金子健一 (政治家、元衆議院議員)
- 京須行男 (将棋棋士)
- 斎藤五百枝 （挿絵画家、映画美術デザイナー）
- 関和知 (明治・大正期のジャーナリスト、政治家)
- 高梨英夫 (アマチュア野球選手・指導者。元大昭和製紙北海道選手・監督)
- 森繁和 (プロ野球選手・指導者。元西武ライオンズ投手、前中日ドラゴンズ監督)
- 芳の里淳三 (大相撲力士、プロレスラー。元日本プロレス社長)
- 稲葉玲王 (プロサーファー)

### 居住した人物
- トマス・バティ（国際法学者）
- 原千晶（タレント）[12]